# Pierrelaye
Pierrelaye és un municipi francès, situat al departament de Val-d'Oise i a la regió d'Illa de França. L'any 2007 tenia 7.635 habitants.
Forma part del cantó de Taverny, del districte d'Argenteuil i de la Comunitat d'aglomeració Val Parisis.

## Demografia

### Població
El 2007 la població de fet de Pierrelaye era de 7.635 persones. Hi havia 2.652 famílies, de les quals 685 eren unipersonals (269 homes vivint sols i 416 dones vivint soles), 666 parelles sense fills, 989 parelles amb fills i 312 famílies monoparentals amb fills.
La població ha evolucionat segons el següent gràfic:
Habitants censats

### Habitatges
El 2007 hi havia 2.894 habitatges, 2.731 eren l'habitatge principal de la família, 9 eren segones residències i 154 estaven desocupats. 1.694 eren cases i 1.171 eren apartaments. Dels 2.731 habitatges principals, 1.460 estaven ocupats pels seus propietaris, 1.200 estaven llogats i ocupats pels llogaters i 70 estaven cedits a títol gratuït; 149 tenien una cambra, 381 en tenien dues, 636 en tenien tres, 742 en tenien quatre i 823 en tenien cinc o més. 1.914 habitatges disposaven pel capbaix d'una plaça de pàrquing. A 1.339 habitatges hi havia un automòbil i a 947 n'hi havia dos o més.

### Piràmide de població
La piràmide de població per edats i sexe el 2009 era:
| Homes | Edats   | Dones |
| ----- | ------- | ----- |
| 0     | 95 o +  | 0     |
| 8     | 90 a 94 | 12    |
| 20    | 85 a 89 | 60    |
| 12    | 80 a 84 | 32    |
| 76    | 75 a 79 | 104   |
| 76    | 70 a 74 | 96    |
| 124   | 65 a 69 | 144   |
| 104   | 60 a 64 | 112   |
| 128   | 55 a 59 | 124   |
| 216   | 50 a 54 | 248   |
| 272   | 45 a 49 | 216   |
| 264   | 40 a 44 | 236   |
| 260   | 35 a 39 | 324   |
| 356   | 30 a 34 | 260   |
| 316   | 25 a 29 | 264   |
| 212   | 20 a 24 | 236   |
| 244   | 15 a 19 | 220   |
| 277   | 10 a 14 | 216   |
| 248   | 5 a 9   | 324   |
| 220   | 0 a 4   | 252   |

## Economia
El 2007 la població en edat de treballar era de 5.250 persones, 3.993 eren actives i 1.257 eren inactives. De les 3.993 persones actives 3.598 estaven ocupades (1.856 homes i 1.742 dones) i 393 estaven aturades (198 homes i 195 dones). De les 1.257 persones inactives 340 estaven jubilades, 490 estaven estudiant i 427 estaven classificades com a «altres inactius».

### Ingressos
El 2009 a Pierrelaye hi havia 2.791 unitats fiscals que integraven 7.618 persones, la mediana anual d'ingressos fiscals per persona era de 19.841 €.

### Activitats econòmiques
Dels 524 establiments que hi havia el 2007, 6 eren d'empreses extractives, 5 d'empreses alimentàries, 3 d'empreses de fabricació de material elèctric, 1 d'una empresa de fabricació d'elements pel transport, 36 d'empreses de fabricació d'altres productes industrials, 84 d'empreses de construcció, 175 d'empreses de comerç i reparació d'automòbils, 31 d'empreses de transport, 35 d'empreses d'hostatgeria i restauració, 8 d'empreses d'informació i comunicació, 12 d'empreses financeres, 22 d'empreses immobiliàries, 67 d'empreses de serveis, 19 d'entitats de l'administració pública i 20 d'empreses classificades com a «altres activitats de serveis».
Dels 126 establiments de servei als particulars que hi havia el 2009, 1 era una oficina de correu, 1 una oficina bancària, 22 tallers de reparació d'automòbils i de material agrícola, 1 taller d'inspecció tècnica de vehicles, 1 autoescola, 14 paletes, 15 guixaires pintors, 10 fusteries, 15 lampisteries, 5 electricistes, 11 empreses de construcció, 3 perruqueries, 20 restaurants, 5 agències immobiliàries i 2 tintoreries.
Dels 52 establiments comercials que hi havia el 2009, 1 era un hipermercat, 1 un supermercat, 5 botiges de menys de 120 m², 3 fleques, 2 carnisseries, 1 una peixateria, 4 botigues de roba, 3 botigues d'equipament de la llar, 3 sabateries, 1 una sabateria, 16 botigues de mobles, 3 botigues de material esportiu, 3 drogueries, 2 perfumeries i 4 floristeries.
L'any 2000 a Pierrelaye hi havia 18 explotacions agrícoles que ocupaven un total de 390 hectàrees.

## Equipaments sanitaris i escolars
Els 2 equipaments sanitaris que hi havia el 2009 eren farmàcies.
El 2009 hi havia 2 escoles maternals i 2 escoles elementals. Pierrelaye disposava d'un col·legi d'educació secundària amb 352 alumnes.

## Poblacions més properes
El següent diagrama mostra les poblacions més properes.